# Ralph Hanan
Pour les articles homonymes, voir Hanan.
Josiah Ralph Hanan, né le 13 juin 1909 à Invercargill et mort le 24 juillet 1969, est un homme politique néo-zélandais du Parti national de Nouvelle-Zélande.
Maire d'Invercargill et représentant l'électorat de la ville au Parlement, il suivit les traces de son oncle Josiah Hanan. Il a servi à différents postes à responsabilité dans sa carrière et a participé à la Seconde Guerre mondiale.
Il est surtout connu pour l'abolition de la peine de mort, qui avait été suspendu par le Parti travailliste néo-zélandais, mais réintroduit par le Parti national. En tant que ministre de la Justice, le rôle de Hanan était d'introduire cette législation au Parlement, mais il a convaincu assez de ses collègues du parti de voter avec l'opposition que la peine de mort fut abolie en Nouvelle-Zélande.